# コミ・カレ!!
『コミ・カレ！！』（原題: Community ）は、米国NBCにより2009年から放送されているシットコムのテレビコメディシリーズである。クリエイターはダン・ハーモン。
架空のコミュニティカレッジグリーンデールを舞台とした人間模様を描く。
第5シーズンで打ち切りになったが 、Yahoo Screenのオファーにより第6シーズンの配信が決まった。

## エピソードリスト
| シーズン | シーズン | エピソード | 米国での放送日 | 米国での放送日 |
| シーズン | シーズン | エピソード | 初回           | 最終回         |
| -------- | -------- | ---------- | -------------- | -------------- |
|          | 1        | 25         | 2009年9月17日  | 2010年5月20日  |
|          | 2        | 24         | 2010年9月23日  | 2011年5月12日  |
|          | 3        | 22         | 2011年9月22日  | 2012年5月17日  |

## 登場人物

### 勉強会メンバー「グリーンデール・セブン」
ジェフ・ウィンガー
演：ジョエル・マクヘイル
グリーンデールの生徒。
弁護士だったが、学歴詐称をしていたことがばれてしまい、資格をはく奪された。
そのため、大学卒業の資格を取るため、勉強が楽そうなグリーンデールに入学した。勉強会メンバーのリーダー的存在で巧みな話術で理論を曲げることが得意。
徹底した個人主義で誰とも深い関係を築かないでいたが、勉強会の面々と過ごすうちに友情や思いやりの心を持ち始める。
ブリッタ・ペリー
演：ギリアン・ジェイコブス
オールドアナキスト。高校中退後、世界を放浪し、その後、活動家になったが、グリーンデールの学生になる。
勉強会メンバーの一人。美人だが盛り下げ役。名前が水道の蛇口につける浄水器のような名前だとバカにされる。喫煙者。
アベッド・ナディア
演：ダニー・プディ
グリーンデールの学生。テレビ番組や映画など、百科事典的知識を持つパレスチナ=ポーランド系の映画学生。人間関係を構築するのが苦手で、自分を変えるために入学した。口調が機械音声の様に単調で早口で喋る。
「Cool,cool,cool,cool.（よし、よしよしよし）」が口癖。日常を映画やドラマのワンシーンのようにとらえているらしく、彼の奇行に勉強会メンバーは振り回されることが多々ある。
シャーリー・ベネット
演：イベット・ニコール・ブラウン
グリーンデールの生徒。経営学を学んでブラウニー店を開くのが夢。2人の子供がいる。最近、離婚をしたらしい。
勉強会メンバーの一人。敬虔なキリスト教徒でなにか不都合があった場合はキリスト教を盾にして解決しようとする。
アニー・エジソン
演：アリソン・ブリー
グリーンデールの生徒で、勉強会メンバー最年少。完璧主義の優等生。それゆえにハイスクールでは薬物に逃げてしまい、中退となってしまった。トロイは同じ高校でアニーの憧れの的だった。
トロイ・バーンズ
演：ドナルド・グローヴァー
グリーンデールの生徒で勉強会メンバー。高校時代はフットボールのスター。『足の負傷』が原因で大学のスポーツ奨学金を受けることができず、しかたなく、グリーンデールに入学したらしいが…
とても子供っぽい性格で、映画・ドラマの趣味が合うアベッドとは勉強会を通じて無二の親友になる。
ピアース・ホーソーン
演：チェビー・チェイス/幼少期マックス・チャールズ
グリーンデールの生徒で勉強会メンバー最年長。
ウェットティッシュ会社の元CEOで大富豪。結婚歴は７回。仏教系のカルト教に入信している。
本人に悪気はないようだが口からでることほとんどがセクハラや人種差別やLGBT差別のジョークなので、勉強会メンバーから嫌がれることが多い。
たが、時々不意に長い人生経験からくる含蓄ある言葉を放つことがある。

### グリーンデールコミュニティーカレッジの教員
クレイグ・ペルトン
演：ジム・ラッシュ
学部長。勉強会メンバーのことをとても気にかけておりお気に入り。なかでもジェフがお気に入り。妙にゲイっぽい。行事や勉強会メンバーにお知らせがあるときには様々なコスチューム（ほとんどが女装）を着こなす。
ベン・チャン
演：ケン・チョン
グリーンデールに勤務する中国系アメリカ人。スペイン語教師。通称セニョール・チャン。
かなり性格がねじ曲がっているグリーンデール屈指の変人で、勉強会の面々に負けず劣らず騒動を起こす。
毎シーズン、グリーンデールや勉強会メンバーを危機に追いつめる。
既婚。

### その他の登場人物
ダンカン
心理学の教授。酒癖が異常に悪いイギリス人。ジェフと友人。
ギャレット
グリーンデールの学生。
メガネをかけた太っちょのいかにもオタクな人。喋り方に特徴がある。
スターバーンズ
スペイン語の講座で、チャンに言われたあだ名が定着している。もみあげを星型に整えている。ドラッグディーラー。ちなみに本名はアレックス。
ホイットマン教授
会計学を教えている。人生を謳歌していて、まさに今を生きているような人。
ヴォーン
グリーンデールの学生。
ヒッピーのような男。ブリッタと仲が良い。
フットバッグが得意。あることがきっかけで勉強会メンバーと関係が悪くなる。
スレーター教授
統計学を教えている。ジェフに口説かれるが生徒と教師の一線は越えないと断る。大人な女性。
リッチ
勉強会メンバーが陶芸講座で出会う人。元医者。なんでも難なくこなす完璧な人。ジェフはそれが気に入らないみたい。
レナード
グリーンデールの学生。年寄り。ジェフに嫌われていて、彼もジェフを嫌っている。気に入らないことがあったら、口をブルブル震えさせる。
ファット・ニール
グリーンデールの学生。誰かに言われたあだ名が定着してしまった。可哀想な人。肥満体型。ダンジョンズ&ドラゴンズというゲームが得意。
ギャリティ教授
演劇学科の教授。
トッド
グリーンデールの学生。退役軍人。妻子持ち。あることがきっかけで勉強会メンバーと口論になる。シーズン3から登場。
アニー・キム
アニーのように優秀で負けず嫌い。あることがきっかけでアニーと敵対することになる。
バズ・ヒッキー
犯罪学の教授。元刑事。空いた時間にアヒルのマンガを描いている。最近、同性愛者の息子が結婚したらしい。シーズン5から登場。
ヒューマン・ビーイング
グリーンデールのマスコット。 学部長とピアースによって生み出されたが、人種の多様性を意識しすぎたあまり、人種や性別を一切感じさせない完璧なマスコットを目指した結果、非常に不気味なヒトのようでヒトでない何かになってしまった。
カレッジのイベントやお祭りなどの際によく現れる。